# Julius Maasberg
Julius Maasberg (Saarmund, nu deelgemeente van Nuthetal, 12 april 1873 – Potsdam, 2 maart 1949) was een Duits componist, dirigent, kornettist en hoornist.

## Levensloop
Maasberg begon zijn carrière als militaire muzikant op 1 oktober 1892 als trompettist in de Militaire muziekkapel (trompetterkorps) van de Lijf-Garde-Huzaren in Potsdam. Vanaf 1899 studeerde hij aan de Koninklijke hoge school voor muziek in Berlijn en behaald in 1902 zijn diploma als kapelmeester. Op 8 november 1902 werd hij kapelmeester in de militaire muziekkapel van het Veldartillerie Regiment nr. 72, dat gestationeerd was in Mariënwerder, nu: Kwidzyn. Hier componeerde hij zijn wel bekendste mars, de Trabmarsch des Feldartillerie Regiments 72. Op 1 november 1904 keerde hij als dirigent terug tot zijn voormalig regiment, de Lijf-Garde-Huzaren in Potsdam. Dit bereden trompetterkorps had een bezetting van 7 kornetten, 6 trompetten, 5 baritons, 2 eufonium, 7 tuba's en 1 paukenist. Naast de officiële optredens verzorgde dit korps concerten in Potsdam, maar altijd ook in Berlijn: in de Zoologischer Garten Berlin, tot de exposities in de Lehrter Station (Lehrter Bahnhof), in de Nieuwe Vissershut (Neue Fischerhütte), in de Tuin van het slot Steglitz (Schloßgarten Steglitz). 
Na oplossing van het regiment in 1919 werd hij dirigent van het Deutsche Tonkünstler Orchester Berlin. Met dit orkest verzorgde hij openluchtconcerten in de Duitse hoofdstad. 

## Composities

### Werken voor trompetterkorps
- Fanfarenmarsch "Friedrich der Große"
- Präsentier-Fanfare
- Schritt Fanfare
- Trabmarsch des Feldartillerie Regiments 72[1]